# Footgolf
Il FootGolf è uno sport di precisione: consiste nel calciare un pallone da calcio regolamentare da un'area di partenza, solitamente chiamata “tee area”, fino a dentro una buca scavata nel terreno dal diametro di circa 50 cm all’interno di un’area prestabilita, chiamata “green”, nel minor numero di colpi possibili. Il nome è un misto tra "football" e "golf".

## Regole
Si gioca singolarmente su 9 o 18 buche, vince la competizione chi completa il percorso con il minor numero di colpi effettuati.
Il campo da gioco è costituito da appositi percorsi tracciati su campi da golf. Le buche da FootGolf sono posizionate in modo tale da non danneggiare il campo e permettere sia a golfisti che a footgolfisti di giocare sul medesimo percorso senza manutenzione particolare. Molte delle regole del FootGolf corrispondono alle regole del golf, anche il FootGolf si gioca su un campo da golf. Il primo tiro viene effettuato dal tee e, per raggiungere la buca, devono essere superati vari ostacoli come bunkers, alberi o acqua (laghetti o ruscelli). Ciò vuol dire che avere un tiro potente è utile, ma non decisivo. Come nel golf, la lettura del campo, l'approccio al green e un putt accurato sono molto più importanti.
Le modalità di gioco previste durante i tornei sono due: "stroke play" e "match play". 
- La modalità "stroke play" prevede che ciascun partecipante concluda la totalità delle buche previste segnando sul proprio scorecard il numero di colpi effettuato in ciascuna di esse, eventuali penalità incluse. In questa modalità, i partecipanti competono ciascuno contro tutti gli altri, il vincitore è colui che conclude il torneo (9, 18 o più buche previste in caso di tornei su più giorni) con il minor numero di colpi effettuati.
- Nella modalità "match play" una parte (giocatore singolo o coppia) affronta testa-testa un’altra, giocando su un numero determinato di buche. I punti vengono calcolati sul numero di buche vinte. A parte i casi in cui è espressamente regolato diversamente, vince la buca il giocatore che la conclude con il minor numero di colpi effettuati (penalità incluse). Di seguito i termini in uso per questa modalità di match play: buche di vantaggio ("holes up"), pareggio ("all square"), buche da giocare ("to play"). Il giocatore che conduce il gioco con un numero di buche di vantaggio pari al numero di buche da giocare è detto "dormie".

## Codice d'abbigliamento
Come per il golf il FootGolf ha un'etichetta e un codice d'abbigliamento che vanno rispettati per poter accedere ai campi.
Le scarpe da gioco sono quelle utilizzate per il calcio a 5 (outdoor e indoor). Il codice d'abbigliamento ideale è composto da polo con colletto, bermuda tipo golf (o gonna, come per il golf, nel caso delle donne), calzettoni fino al ginocchio e berretto. In caso di maltempo, oppure di temperature rigide, l'abbigliamento termico è permesso, se in linea con le regole di etichetta riportate (K-way, felpa). In ogni caso, l'abbigliamento deve essere adeguato e rispettoso degli ambienti ospitanti.

## FootGolf in Italia
In Italia il primo torneo di FootGolf è stato svolto nel maggio del 2013, organizzato dalla AIFG (Associazione Italiana Footgolf) associata alla Federazione Internazionale di FootGolf. Dal 2015 l'AIFG organizza, parallelamente al Campionato Nazionale, anche dei tornei interregionali.
Dal 2017 inoltre AIFG organizza in esclusiva i 21 tornei italiani validi per il World Tour (primo ranking mondiale nella storia del Footgolf), compreso uno dei 6 Major internazionali (il primo si è svolto a Fagagna, 6-9 luglio 2017).
Esistono altre associazioni a livello nazionale che organizzano tornei a livello locale/nazionale, tra cui la Federazione Italiana FootGolf (F.I.FG.), fondata nel Luglio del 2013 (ma ormai non più in attività) e la Lega Nazionale Footgolf (LNF) fondata nel 2016. Allo stato attuale il CONI non ha ancora riconosciuto il Footgolf come sport ufficiale, quindi non può esistere in Italia una federazione. Tuttavia la Federazione internazionale riconosce un unico partner per ogni nazione ed in Italia ha riconosciuto solo la AIFG, la prima associazione nata nel 2012.

## FootGolf nel mondo
La nascita del FootGolf a livello mondiale si è avuta grazie a Michael Jansen, pioniere del “vero” FootGolf in Olanda nel 2009. Fu lui infatti, con la allora NFGB (Nederlanse FootGolf Bond), ad organizzare il primo torneo promozionale di questo nuovo sport, che vide la partecipazione di ex calciatori professionisti come Roy Makaay ed Aaron Winter (video del torneo visibile al link http://www.youtube.com/watch?v=k1egisL5wis).
In paesi come gli Stati Uniti e l'Argentina il movimento sportivo del FootGolf ha coinvolto migliaia di giocatori e ha portato alla creazione di un'ampia rete di campi da golf aperti ad ospitare questa nuova disciplina.
A livello internazionale non è ancora diventato uno sport riconosciuto ma diverse associazioni private sono state costituite, un esempio è la FIFG - Federazione Internazionale di FootGolf - istituita il 4 giugno 2012.
La FIFG ha riconosciuto come partner esclusivo per l'Italia l'AIFG (Associazione italiana FootGolf), la quale organizza ogni anno 21 tappe del World Tour e una tappa dell'European Footgolf Tour.
La tabella sottostante riporta l'elenco delle associazioni nazionali che promuovono il footgolf nei diversi paesi del mondo e che sono state riconosciute dalla Federazione Internazionale (FIFG). Attualmente ci sono 37 associazioni riconosciute, mentre 8 sono state eliminate o sostituite in quanto non hanno mantenuto i requisiti minimi richiesti per farne parte (3 o più tornei all'anno in almeno 2 campi differenti, con un numero significativo di giocatori).
| Nazione         | Nome                                         | Anno fondazione | Anno ingresso nella FIFG | Anno uscita dalla FIFG          |
| --------------- | -------------------------------------------- | --------------- | ------------------------ | ------------------------------- |
| Argentina       | Asociación Argentina de Footgolf             | 2010            | 2012                     | -                               |
| Australia       | Footgolf Australia                           | 2013            | 2014                     | -                               |
| Austria         | Austria Footgolf Association                 | 2014            | 2014                     | -                               |
| Belgio          | Belgian FootGolf Association                 | 2013            | 2013                     | -                               |
| Bolivia         | Asociación Boliviana de FootGolf             | 2015            | 2015                     | -                               |
| Brasile         | Associação Brasileira de FootGolf            | 2011            | 2015                     | -                               |
| Canada          | Footgolf Association of Canada               | 2011            | 2013                     | -                               |
| Cile            | Asociación Chilena de FootGolf               | 2013            | 2013                     | -                               |
| Cina            | China FootGolf Association                   | 2017            | 2017                     | -                               |
| Colombia        | Footgolf Colombia                            | 2013            | 2014                     | 2016                            |
| Croazia         | Footgolf Croatia                             | 2014            | 2014                     | 2016                            |
| El Salvador     | Federacion de FootGolf de El Salvador        | 2015            | 2015                     | 2017                            |
| Francia         | Association Française de FootGolf            | 2013            | 2013                     | -                               |
| Germania        | German Footgolf League                       | 2013            | 2014                     | -                               |
| Giappone        | Japan Footgolf Association                   | 2014            | 2014                     | -                               |
| Honduras        | Honduras Footgolf Federation                 | 2017            | 2017                     | -                               |
| Irlanda         | Irish FootGolf Association                   | 2014            | 2014                     | -                               |
| Italia          | Associazione Italiana FootGolf               | 2012            | 2012                     | -                               |
| Korea           | Korea FootGolf Association                   | 2015            | 2015                     | -                               |
| Lussemburgo     | Association Luxembourgeoise de FootGolf      | 2015            | 2017                     | -                               |
| Messico         | Federación Mexicana de FootGolf              | 2012            | 2012                     | -                               |
| Norvegia        | Norway Footgolf Association                  | 2012            | 2012                     | -                               |
| Nuova Zelanda   | New Zealand FootGolf Association             | 2015            | 2015                     | -                               |
| Olanda          | Dutch FootGolf Association                   | 2012            | 2012                     | -                               |
| Panama          | Asociación Panameña de FootGolf              | 2013            | 2013                     | 2016                            |
| Paraguay        | Federación Paraguaya de FootGolf             | 2015            | 2015                     | -                               |
| Polonia         | Footgolf Polska                              | 2014            | 2014                     | 2017                            |
| Portogallo      | Associação Desportiva Portuguesa de FootGolf | 2012            | 2012                     | 2016                            |
| Portogallo      | Associação Nacional de FootGolf Portugal     | 2017            | 2017                     | -                               |
| Porto Rico      | Footgolf Puerto Rico                         | 2012            | 2012                     | inglobata dalla federazione USA |
| Regno Unito     | UK Footgolf Association                      | 2012            | 2012                     | -                               |
| Repubblica Ceca | Czech Republic Footgolf Association          | 2015            | 2015                     | -                               |
| Slovacchia      | Slovenská Footgolfová Asociácia              | 2014            | 2014                     | -                               |
| Slovenia        | -                                            | 2016            | 2017                     | -                               |
| Spagna          | Asociación Española de FutGolf               | 2008            | 2013                     | 2016                            |
| Spagna          | Consejo Nacional de FootGolf de España       | 2015            | 2017                     | -                               |
| Sudafrica       | FootGolf South Africa                        | 2013            | 2013                     | 2017                            |
| Svezia          | Svenska Golfförbundet                        | 2016            | 2016                     | -                               |
| Svizzera        | Association Suisse de Footgolf               | 2009            | 2014                     | -                               |
| Taiwan          | Chinese Taipei Taiwan Footgolf Federation    | 2017            | 2017                     | -                               |
| Tunisia         | Footgolf Tunisia                             | 2018            | 2018                     | -                               |
| Turchia         | Türkiye FootGolf Dernegi                     | 2014            | 2014                     | -                               |
| Ungheria        | Hungarian Footgolf Federation                | 2010            | 2012                     | -                               |
| Uruguay         | President Asociacion Uruguaya de FootGolf    | 2017            | 2017                     | -                               |
| USA             | American FootGolf League                     | 2011            | 2012                     | -                               |

## Coppa del Mondo
La prima competizione internazionale denominata "Coppa del Mondo" si è disputata a Budapest, Ungheria. Nel giugno del 2012, giocatori provenienti da otto nazioni (Ungheria, Argentina, Belgio, Grecia, Paesi Bassi, Italia, Messico e USA) si sono ritrovati nella capitale ungherese. Il campionato è stato disputato sul Kisoroszi Golf Course. Circa 80 giocatori hanno disputato 18 buche il primo giorno e altre 18 il secondo. Al termine dei due round, Béla Lengyel è stato proclamato il primo campione mondiale nella storia del footgolf, davanti a Peter Nemeth (secondo) e Csaba Feher (terzo).
Nel gennaio del 2016 in Argentina si è disputata l'edizione successiva di tale competizione. L'Italia era rappresentata da 16 atleti che si sono qualificati tramite l'AIFG, unica associazione Italiana riconosciuta a livello internazionale dalla FIFG (Federazione Internazionale di FootGolf), organizzatrice del mondiale argentino. La squadra italiana ha raggiunto i quarti di finale, venendo eliminata dall'Inghilterra all'ultima buca. La gara a squadre è stata vinta dagli Stati Uniti che hanno battuto in finale i padroni di casa argentini. A livello individuale la gara è stata vinta dall'argentino Cristian Otero con -16 rispetto al par dopo tre giri. Primo degli italiani Flavio Brescacin, giunto 14º con lo score di -4.
Nel 2018 si è svolta la terza edizione della coppa del mondo, che è diventato quindi un appuntamento biennale. Il 15 novembre 2017 la FIFG ha scelto la sede dell'evento tramite votazione tra tutti i presidenti delle varie associazioni nazionali (le candidate ad ospitarla erano Italia e Francia). La Francia ha vinto per 20 voti a 11 e si è aggiudicata l'organizzazione dell'evento, che si terrà a Marrakech (Marocco) dal 9 al 16 dicembre 2018.
Il campione del mondo 2018 nella categoria assoluta è stato l’argentino Matias Perrone mentre l’Italia si è aggiudicata il titolo senior con Stefano Grigolo. Trionfo dell’Inghilterra nella categoria femminile (con Sophie Brown) e della Francia nella gara a squadre, dove l’Italia è stata eliminata dalla Spagna nei quarti di finale.